# Rote Liste gefährdeter Käfer Japans
Diese Rote Liste gefährdeter Käfer Japans ist ein Ausschnitt der durch das Japanische Umweltministerium veröffentlichten Roten Liste gefährdeter Insekten Japans. Andere untersuchte Wildtier- und Pflanzenarten werden ebenfalls in separaten Listen veröffentlicht und in der Roten Liste gefährdeter Arten Japans zusammengefasst. Die Unterkategorien sind für die Tierarten Säugetiere, Vögel, Amphibien, Reptilien, Brack-/Süßwasserfische, Insekten, Land-/Süßwassermollusken und andere wirbellose Tiere, sowie für die Pflanzenarten Gefäßpflanzen, Moos, Algen, Flechten und Pilze.
Die Gesamtüberprüfung der gefährdeten Arten wird ungefähr alle fünf Jahre durchgeführt. Ab 2015 werden Arten deren Gefährdungskategorie aufgrund einer Verschlechterung des Lebensraums oder ähnlichem erneut untersucht werden müssen, jederzeit nach Bedarf einzeln überarbeitet. Die letzte überarbeitete Ausgabe ist die Rote Liste 2020. Dabei gibt es in Japan mehr als 32.000 Insektenarten zu untersuchen und in Gefährdungskategorien zu unterteilen. Die in Japan gefährdeten Käferarten sind im Folgenden aufgelistet. Die Gefährdungskategorien entsprechen dabei nicht der internationalen Einstufung der IUCN.
| Jahr | EX | EW | CR | EN | VU | NT | DD | Gesamtzahl | LP |
| ---- | -- | -- | -- | -- | -- | -- | -- | ---------- | -- |
| 2020 | 4  | 0  | 35 | 59 | 88 | 95 | 59 | 340        | 0  |

## Ausgestorben (EX)
4 Arten:

- Ishikawatrechus intermedius, jap. カドタメクラチビゴミムシ
- Rakantrechus elegans, jap. コゾノメクラチビゴミムシ
- Prodaticus satoi, jap. スジゲンゴロウ
- Macroplea japana, jap. キイロネクイハムシ

## Vom Aussterben bedroht (CR)
35 Arten:

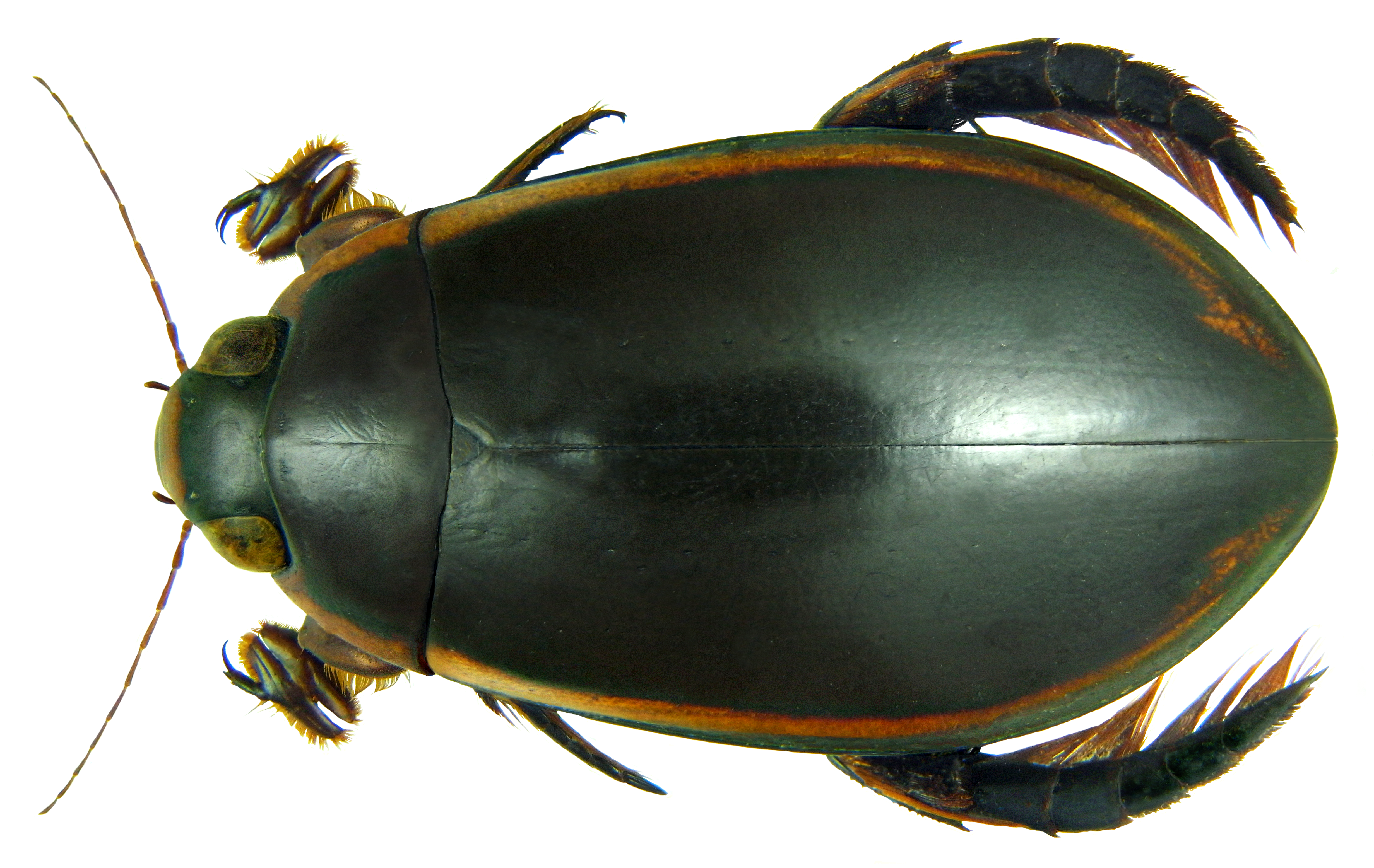
Cybister limbatus (Männchen)

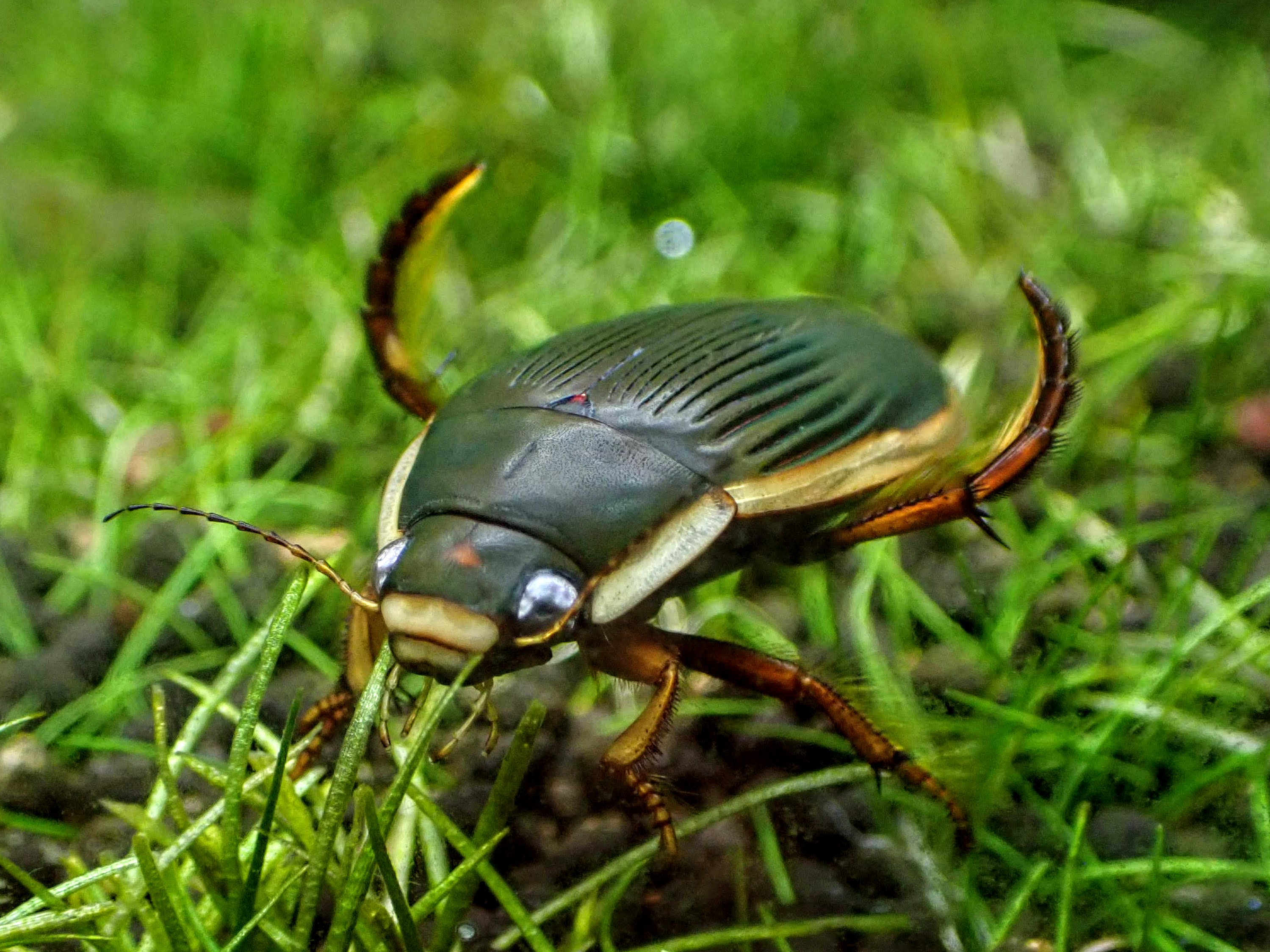
Dytiscus sharpi

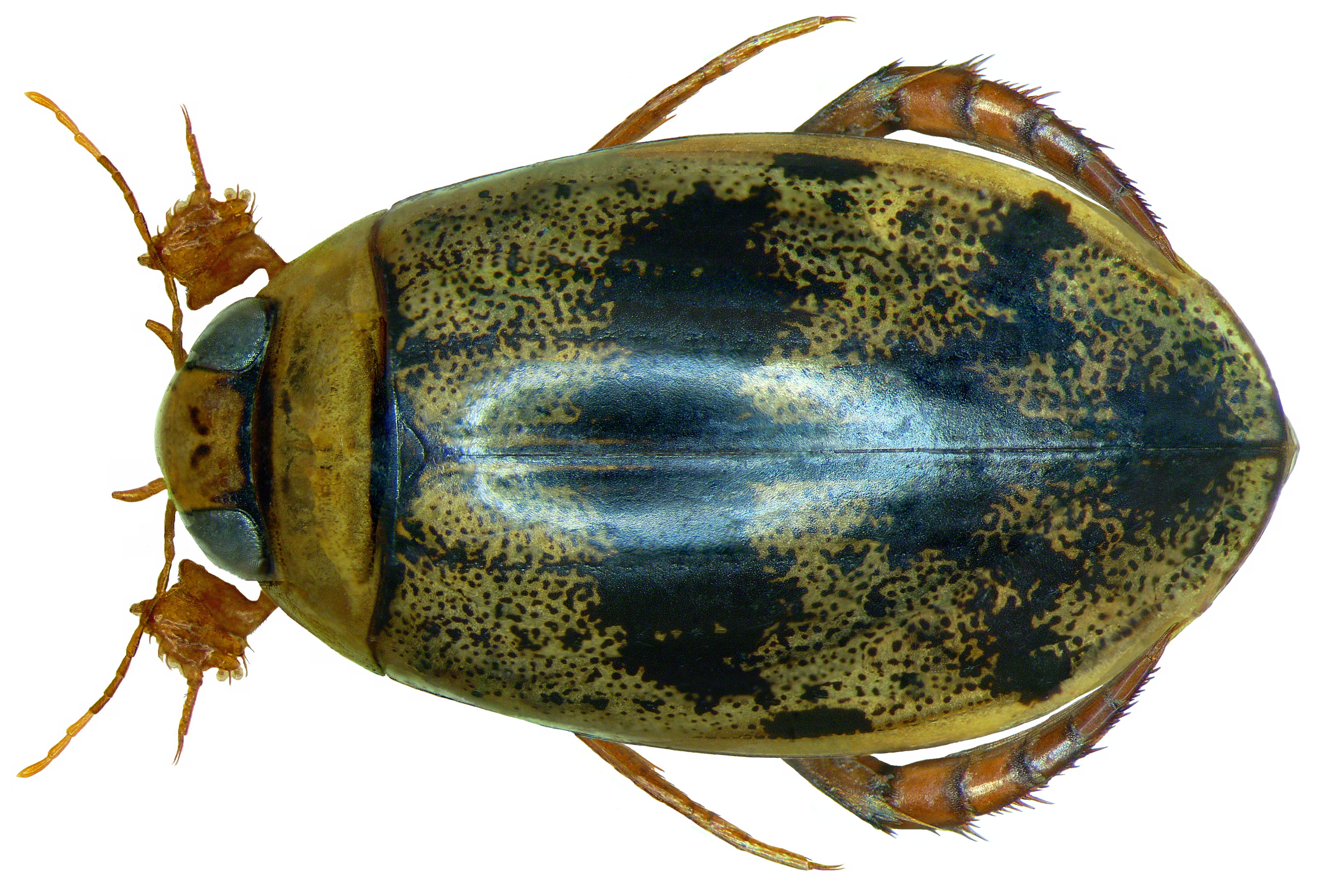
Rhantaticus congestus

- Carabus arrowianus kirimurai, jap. ミカワオサムシ御浜町亜種
- Chlaenius praefectus, jap. アオヘリアオゴミムシ
- Cylindera bonina, jap. オガサワラハンミョウ
- Oodes virens, jap. オオヒラタトックリゴミムシ
- Pterostichus yokohamae, jap. ヨコハマナガゴミムシ
- Copelatus parallelus, jap. コセスジゲンゴロウ
- Cybister lewisianus, jap. マルコガタノゲンゴロウ
- Cybister limbatus, jap. フチトリゲンゴロウ
- Dytiscus sharpi, jap. シャープゲンゴロウモドキ
- Hydaticus thermonectoides, jap. マダラシマゲンゴロウ
- Hyphydrus orientalis, jap. ニセコケシゲンゴロウ
- Rhantaticus congestus, jap. マダラゲンゴロウ
- Gyrinus ryukyuensis, jap. リュウキュウヒメミズスマシ
- Quedius kiuchii, jap. リュウノイワヤツヤムネハネカクシ
- Neolucanus insulicola donan, jap. ヨナグニマルバネクワガタ
- Oryctes hisamatsui, jap. ヒサマツサイカブト
- Chrysobothris boninensis suzukii, jap. オガサワラムツボシタマムシ母島亜種
- Tamamushia virida fujitai, jap. ツマベニタマムシ聟島亜種
- Luciola owadai, jap. クメジマボタル
- Glipa asahinai, jap. キンモンオビハナノミ
- Glipa kurosawai, jap. クロサワオビハナノミ
- Glipa ogasawarensis, jap. オガサワラオビハナノミ
- Hoshihananomia katoi boninensis, jap. ニセキボシハナノミ小笠原亜種
- Hoshihananomia kusuii, jap. クスイキボシハナノミ
- Agapanthia japonica, jap. フサヒゲルリカミキリ
- Boninella anoplos, jap. ケズネオガサワラカミキリ
- Boninella hirsuta, jap. アラゲオガサワラカミキリ
- Boninella igai, jap. ヒメオガサワラカミキリ
- Boninella satoi masatakai, jap. サトウオガサワラカミキリ母島亜種
- Bonipogonius fujitai, jap. ヒゲシロアラゲカミキリ
- Phytoecia coeruleomicans, jap. アオキクスイカミキリ
- Xylotrechus takakuwai, jap. ミイロトラカミキリ
- Donacia frontalis, jap. アオノネクイハムシ
- Ogasawarazo daitoensis, jap. ダイトウスジヒメカタゾウムシ
- Ogasawarazo rugosicephalus hahajimaensis, jap. ヒメカタゾウムシ母島亜種

## Stark gefährdet (EN)
59 Arten:

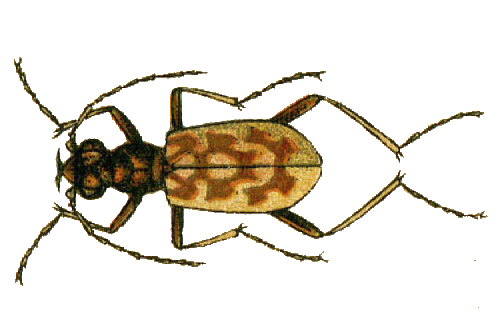
Chaetodera laetescripta

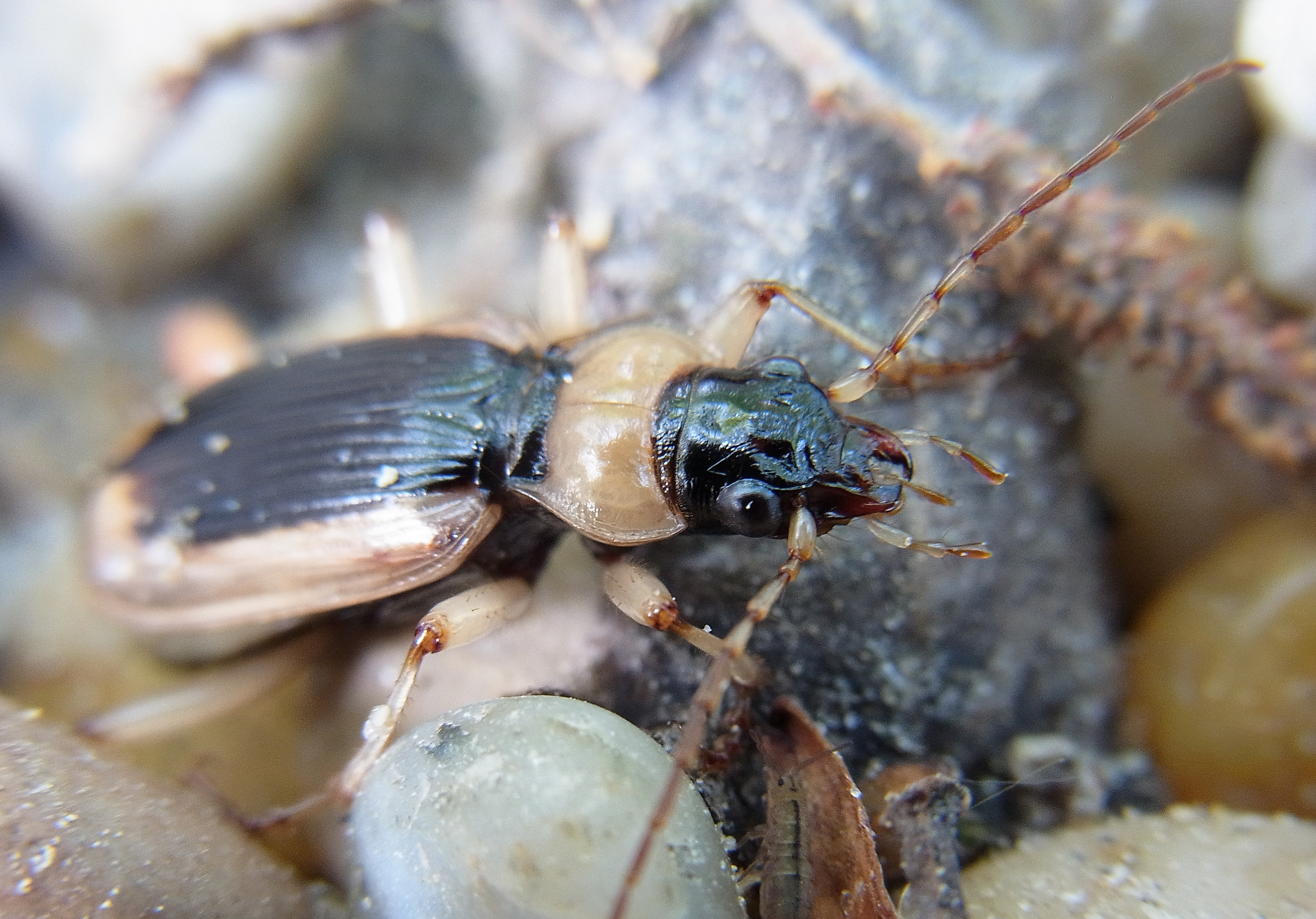
Gelbrandiger Dammläufer

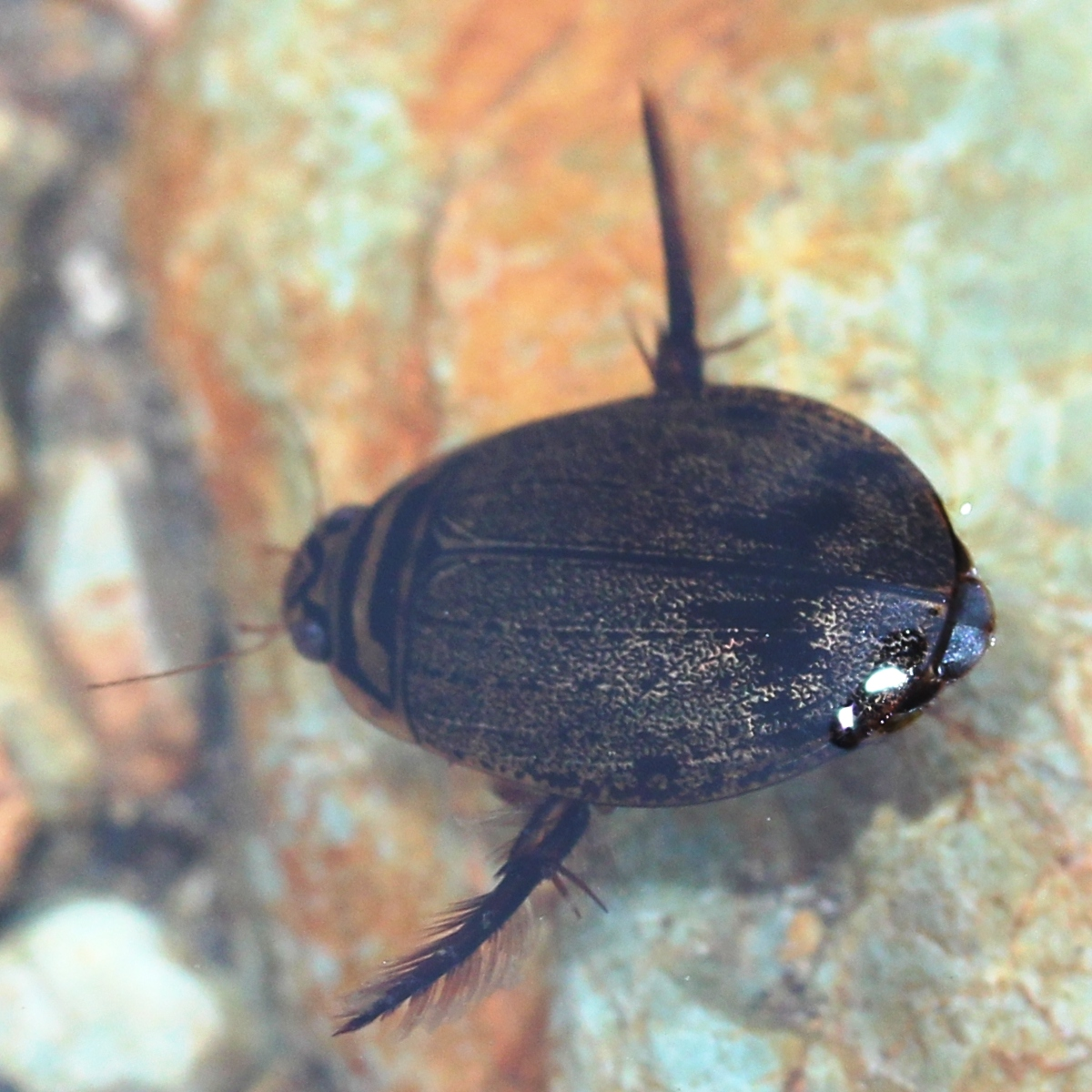
Acilius kishii

- Abroscelis anchoralis, jap. イカリモンハンミョウ
- Awatrechus hygrobius, jap. リュウノメクラチビゴミムシ
- Bembidion nakamurai, jap. サツマキバナガミズギワゴミムシ
- Carabus kolbei hanatanii, jap. アイヌキンオサムシ利尻島亜種
- Chaetodera laetescripta, jap. カワラハンミョウ
- Chaetotrechiama procerus, jap. ケバネメクラチビゴミムシ
- Chlaenius ikedai, jap. オガサワラアオゴミムシ
- Cicindela lewisi, jap. ルイスハンミョウ
- Colpodes laetus, jap. オガサワラモリヒラタゴミムシ
- Colpodes yamaguchii, jap. ハハジマモリヒラタゴミムシ
- Drypta fulveola, jap. キイロホソゴミムシ
- Elaphrus punctatus, jap. コハンミョウモドキ
- Elaphrus sugai, jap. ワタラセハンミョウモドキ
- Eochlaenius suvorovi, jap. チビアオゴミムシ
- Haplochlaenius insularis, jap. アマミスジアオゴミムシ
- Gelbrandiger Dammläufer (Nebria livida angulata, jap. キベリマルクビゴミムシ)
- Nebria pulcherrima, jap. フタモンマルクビゴミムシ
- Pterostichus plesiomorphs, jap. アマミナガゴミムシ
- Rakantrechus lallum, jap. ツヅラセメクラチビゴミムシ
- Rakantrechus mirabilis, jap. ウスケメクラチビゴミムシ
- Stygiotrechus kadanus, jap. タカモリメクラチビゴミムシ
- Stygiotrechus kitayamai, jap. キタヤマメクラチビゴミムシ
- Suzuka masuzoi, jap. マスゾウメクラチビゴミムシ
- Trechiama abcuma, jap. アブクマナガチビゴミムシ
- Trechiama morii, jap. カダメクラチビゴミムシ
- Trechiama nakaoi, jap. ナカオメクラチビゴミムシ
- Trechiama oopterus, jap. スリカミメクラチビゴミムシ
- Haliplus kamiyai, jap. カミヤコガシラミズムシ
- Neohydrocoptus bivittis, jap. キボシチビコツブゲンゴロウ
- Phreatodytes elongatus, jap. ギフムカシゲンゴロウ
- Phreatodytes latiusculus, jap. カガミムカシゲンゴロウ
- Phreatodytes sublimbatus, jap. トサムカシゲンゴロウ
- Acilius kishii, jap. ヤシャゲンゴロウ
- Hydaticus pacificus conspersus, jap. オオイチモンジシマゲンゴロウ
- Laccophilus vagelineatus, jap. キタノツブゲンゴロウ
- Morimotoa gigantea, jap. オオメクラゲンゴロウ
- Morimotoa morimotoi, jap. トサメクラゲンゴロウ
- Gyrinus curtus, jap. コミズスマシ
- Gyrinus gestroi, jap. ヒメミズスマシ
- Hydrochus aequalis, jap. ホソガムシ
- Helophorus auriculatus, jap. セスジガムシ
- Laccobius bedeli, jap. シジミガムシ
- Liparocephalus tokunagai, jap. オオズウミハネカクシ
- Neolucanus protogenetivus hamaii, jap. ウケジママルバネクワガタ
- Cheirotonus jambar, jap. ヤンバルテナガコガネ
- Graphelmis shirahatai, jap. アヤスジミゾドロムシ
- Optioservus hagai, jap. ハガマルヒメドロムシ
- Zaitzevia rufa, jap. アカツヤドロムシ
- Lucidina okadai, jap. コクロオバボタル
- Rhagophthalmus ohbai, jap. イリオモテボタル
- Tomoxia relicta, jap. オガサワラモンハナノミ
- Variimorda inomatai, jap. オガサワラキンオビハナノミ
- Variimorda maiae shoui, jap. マイキンオビハナノミ母島亜種
- Boninella karubei, jap.ムコジマオガサワラカミキリ
- Chlorophorus kusamai, jap. ムコジマトラカミキリ
- Chlorophorus masatakai, jap. ムコジマキイロトラカミキリ
- Peblephaeus nobuoi, jap. ノブオフトカミキリ
- Pseudiphra bicolor nigripennis, jap. フタモンアメイロカミキリ母島列島亜種
- Stenygrinum quadrinotatum, jap. ヨツボシカミキリ

## Gefährdet (VU)
88 Arten:

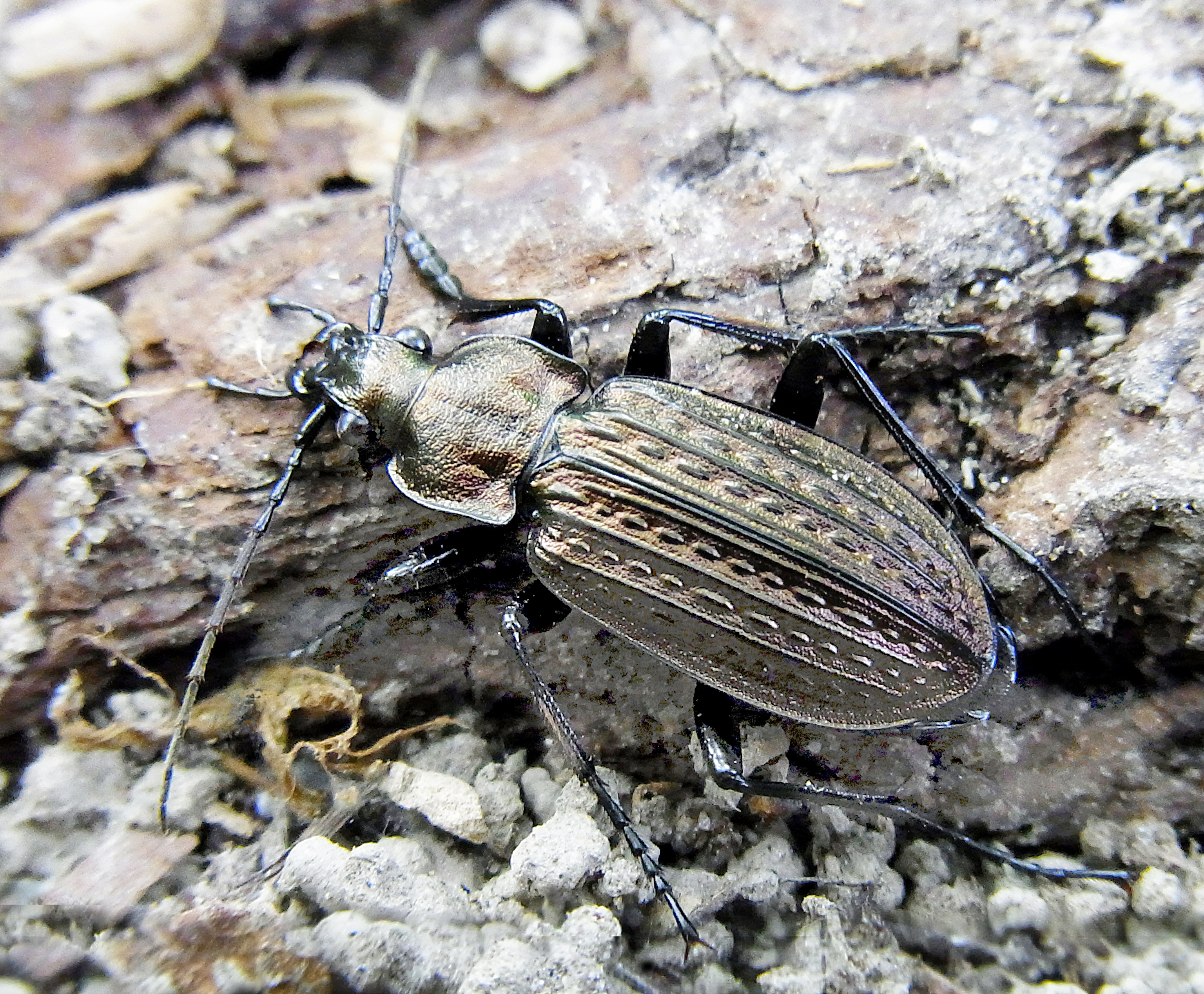
Körniger Laufkäfer

- Bembidion aestuarii, jap. キバネキバナガミズギワゴミムシ
- Bembidion sumaoi, jap. オオキバナガミズギワゴミムシ
- Callytron inspecularis, jap. ヨドシロヘリハンミョウ
- Körniger Laufkäfer (Unterart Carabus granulatus telluris, jap. アカガネオサムシ本州亜種)
- Carabus maacki aquatilis, jap. マークオサムシ本州亜種
- Carabus macleayi amanoi, jap. マックレイセアカオサムシ利尻島亜種
- Carabus maender nobukii, jap. セスジアカガネオサムシ大雪山パルサ湿原亜種
- Carabus maiyasanus ohkawai, jap. マヤサンオサムシ鵜方亜種
- Carabus porrecticollis pacificus, jap. アキタクロナガオサムシ富士亜種
- Carabus uenoi, jap. ドウキョウオサムシ

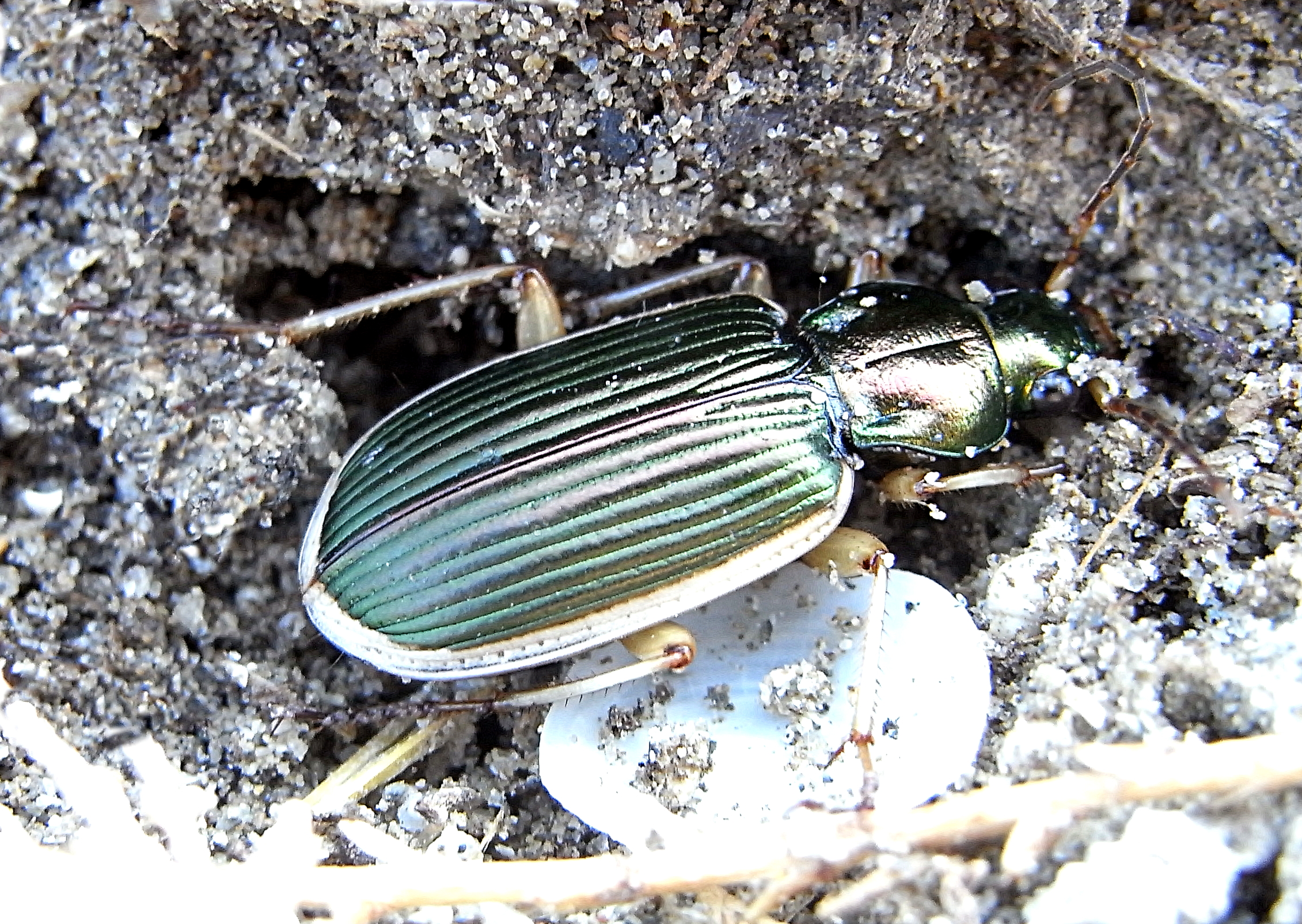
Chlaenius spoliatus

- Chlaenius spoliatus motschulskyi, jap. ツヤキベリアオゴミムシ
- Cychrus morawitzi iwatensis, jap. セダカオサムシ岩手県亜種
- Cylindera gracilis, jap. ホソハンミョウ
- Daiconotrechus iwatai, jap. イワタメクラチビゴミムシ
- Diplocheila elongata, jap. スナハラゴミムシ
- Harpalus crates, jap. チョウセンゴモクムシ
- Jujiroa ana, jap. ジャアナヒラタゴミムシ
- Kusumia australis, jap. コカシメクラチビゴミムシ
- Lophyridia sumatrensis niponensis, jap. ハラビロハンミョウ
- Morion boninense, jap. オガサワラクチキゴミムシ
- Morion japonicum, jap. クチキゴミムシ
- Paratachys gyotokuensis, jap. ギョウトクコミズギワゴミムシ
- Pterostichus isumiensis, jap. イスミナガゴミムシ
- Trechiama paucisaeta, jap. モニワメクラチビゴミムシ
- Yamautidius anaulax, jap. アオナミメクラチビゴミムシ
- Haliplus basinotatus, jap. クロホシコガシラミズムシ
- Haliplus eximius, jap. キイロコガシラミズムシ
- Haliplus sharpi, jap. マダラコガシラミズムシ
- Canthydrus politus, jap. ムツボシツヤコツブゲンゴロウ
- Neohydrocoptus sp., jap. ムモンチビコツブゲンゴロウ
- Copelatus nakamurai, jap. トダセスジゲンゴロウ
- Cybister chinensis, jap. ゲンゴロウ
- Cybister rugosus, jap. ヒメフチトリゲンゴロウ
- Cybister tripunctatus lateralis, jap. コガタノゲンゴロウ

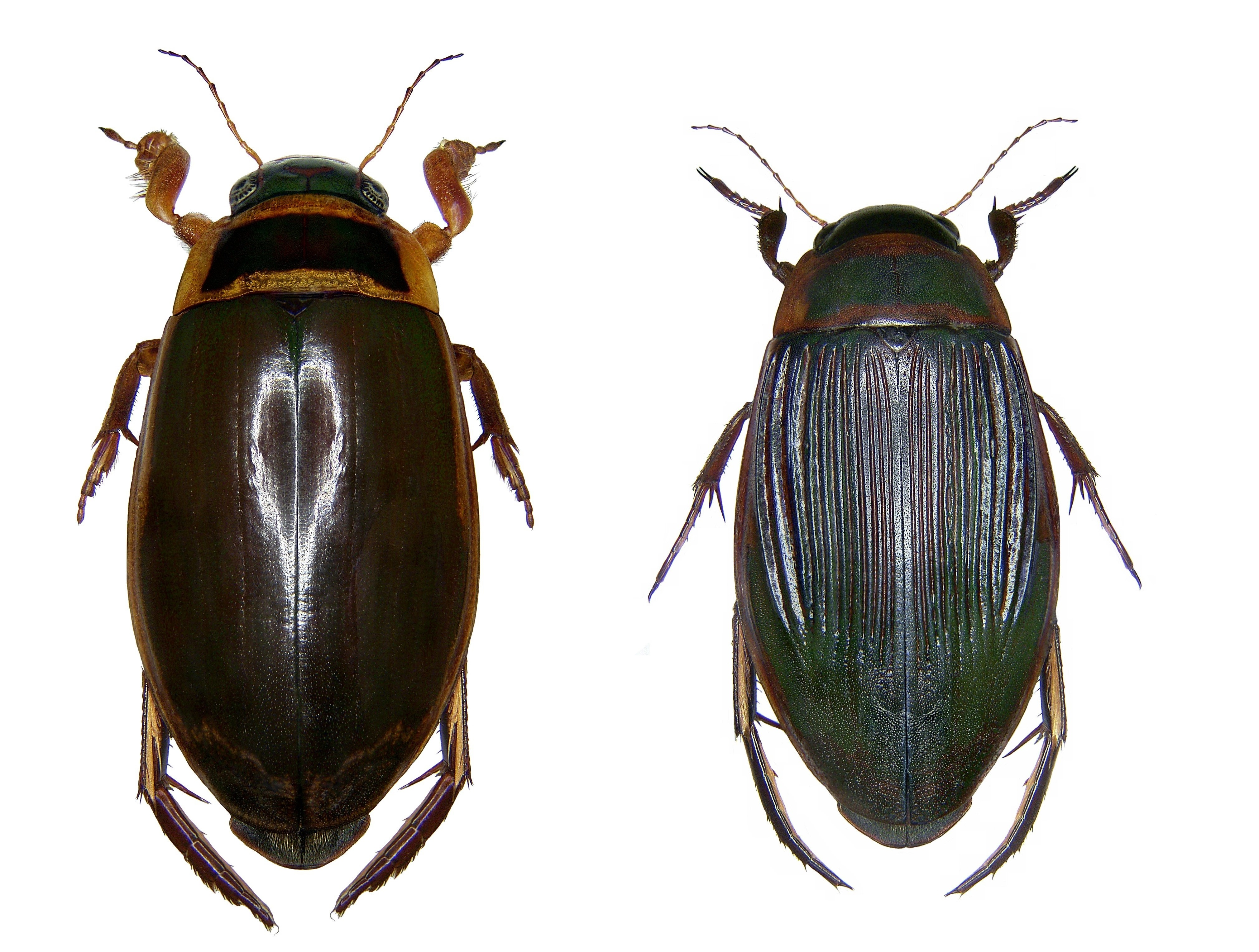
Gelbrandkäfer

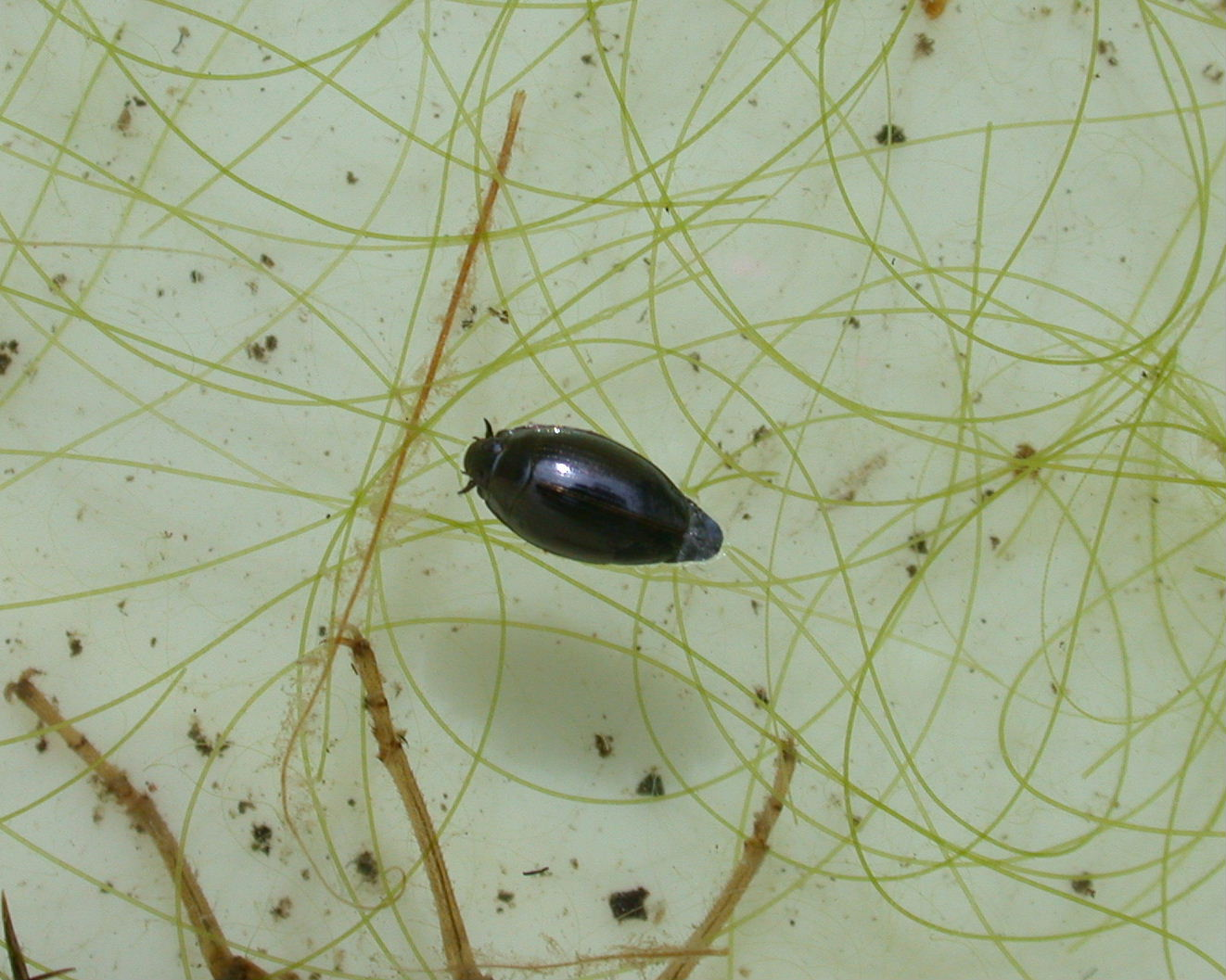
Gyrinus japonicus

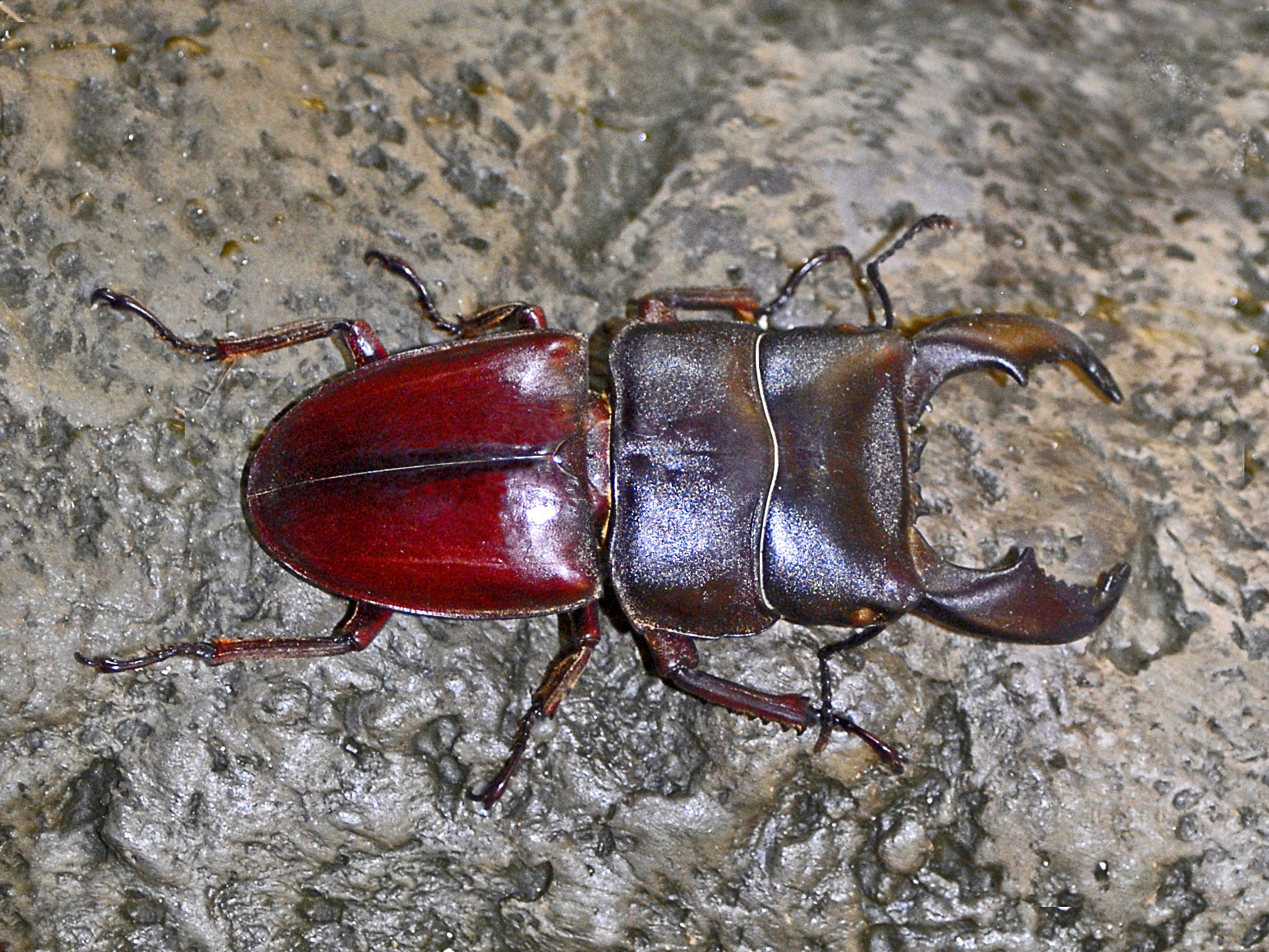
Dorcus titanus (Männchen)

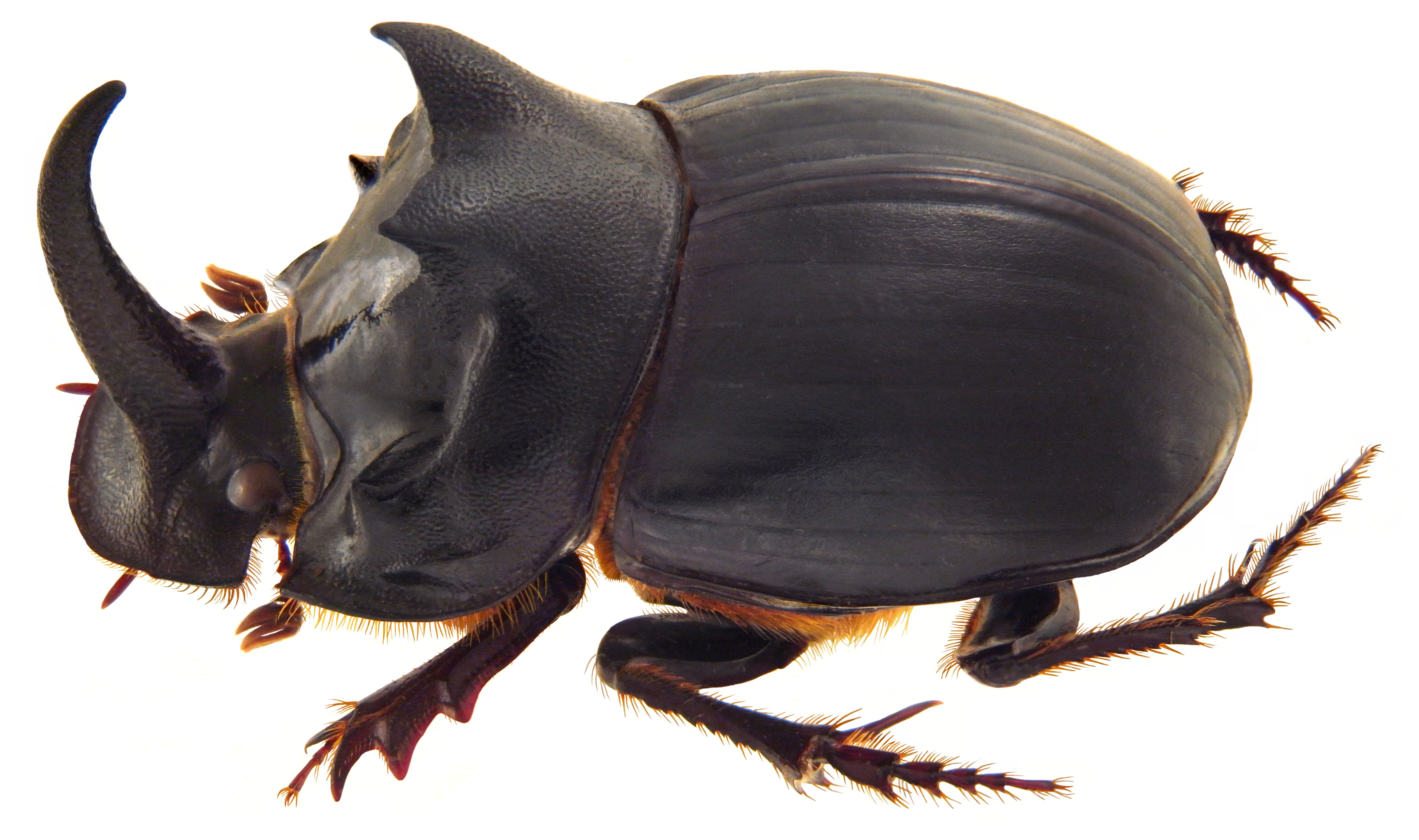
Copris ochus (Männchen)

- Gelbrandkäfer (Unterart Dytiscus marginalis czerskii, jap. エゾゲンゴロウモドキ)
- Graphoderus adamsii, jap. マルガタゲンゴロウ
- Hyphydrus laeviventris laeviventris, jap. ヒメケシゲンゴロウ
- Laccophilus lewisius, jap. ルイスツブゲンゴロウ
- Laccophilus nakajimai, jap. ナカジマツブゲンゴロウ
- Nebrioporus hostilis, jap. コシマチビゲンゴロウ
- Prodaticus vittatus, jap. オキナワスジゲンゴロウ
- Gyrinus japonicus, jap. ミズスマシ
- Orectochilus agilis, jap. ツマキレオナガミズスマシ
- Orectochilus punctipennis, jap. コオナガミズスマシ
- Hydrochus chubu, jap. チュウブホソガムシ
- Georissus granulosus, jap. セスジマルドロムシ
- Hydrophilus bilineatus cashimirensis, jap. コガタガムシ
- Ctenistes oculatus, jap. クシヒゲアリヅカムシ
- Thiasophila shinanonis, jap. ヤマアリヤドリ
- Dorcus hopei binodulosus, jap. オオクワガタ
- Dorcus titanus daitoensis, jap. ダイトウヒラタクワガタ
- Dorcus titanus hachijoensis, jap. ハチジョウヒラタクワガタ
- Neolucanus okinawanus, jap. オキナワマルバネクワガタ
- Neolucanus protogenetivus protogenetivus, jap. アマミマルバネクワガタ
- Platycerus viridicuprus kanadai, jap. キュウシュウコルリクワガタ（ニシコルリクワガタ九州亜種）
- Omorgus chinensis, jap. オオコブスジコガネ
- Aphodius gotoi, jap. ツヤケシマグソコガネ
- Copris brachypterus, jap. マルダイコクコガネ
- Copris ochus, jap. ダイコクコガネ
- Onthophagus gibbulus, jap. チャバネエンマコガネ
- Onthophagus yakuinsulanus, jap. ヤクシマエンマコガネ
- Leptelmis gracilis, jap. ヨコミゾドロムシ
- Orientelmis parvula, jap. セマルヒメドロムシ
- Pseudamophilus japonicus, jap. ケスジドロムシ
- Sinonychus satoi, jap. サトウカラヒメドロムシ
- Chrysobothris boninensis boninensis, jap. オガサワラムツボシタマムシ父島列島亜種
- Tamamushia virida virida, jap. ツマベニタマムシ父島・母島列島亜種
- Anadastus pulchelloides, jap. オビヒメコメツキモドキ
- Ermischiella nigriceps, jap. ズグロヒメハナノミ
- Falsomordellistena formosana boninensis, jap. ボニンヒメハナノミ
- Falsomordellistena pseudalpigena, jap. ニセミヤマヒメハナノミ
- Falsomordellistena rosseoloides, jap. ニセチャイロヒメハナノミ
- Falsomordellistena watanabei, jap. ワタナベヒメハナノミ
- Hoshihananomia ochrothorax, jap. キムネキボシハナノミ
- Hoshihananomia trichopalpis, jap. オガサワラキボシハナノミ
- Variimorda hiromiae, jap. ロミキンオビハナノミ
- Agapanthia sakaii, jap. ミチノクケマダラカミキリ
- Allotraeus boninensis, jap. オガサワラトビイロカミキリ
- Boninella satoi satoi, jap. サトウオガサワラカミキリ父島列島亜種
- Boninella takakuwai, jap. ケブカオガサワラカミキリ
- Ceresium simile simile, jap. チャイロヒメカミキリ小笠原亜種
- Diboma costata, jap. オキナワサビカミキリ
- Macropidonia ruficollis, jap. アカムネハナカミキリ
- Mesosa hirtiventris, jap. ケハラゴマフカミキリ
- Nortia kusuii, jap. オガサワラムネスジウスバカミキリ
- Pseudiphra bicolor bicolor, jap. フタモンアメイロカミキリ父島列島亜種
- Thyestilla gebleri, jap. アサカミキリ
- Ogasawarazo mater, jap. ハハジマヒメカタゾウムシ

## Potentiell gefährdet (NT)
95 Arten:

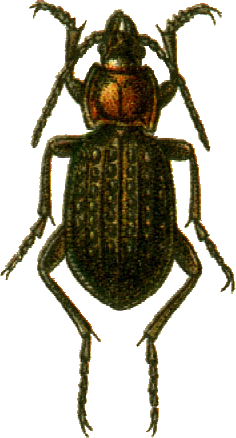
Carabus tuberculosus

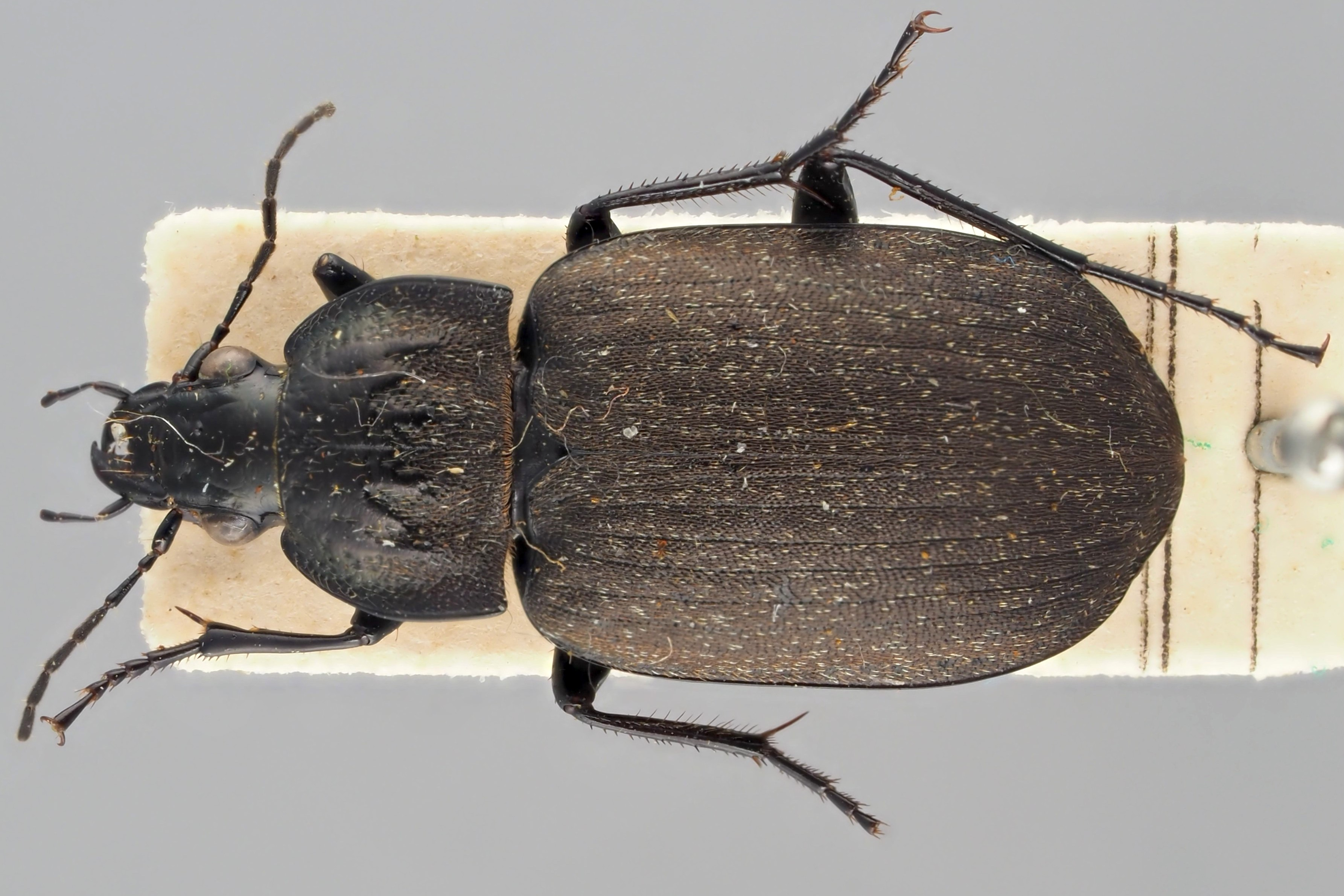
Chlaenius sulcicollis

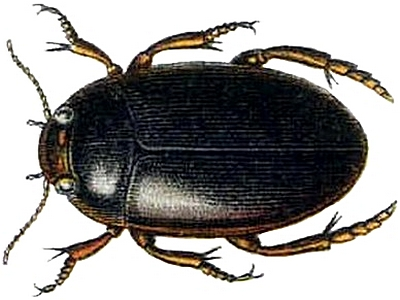
Agabus affinis

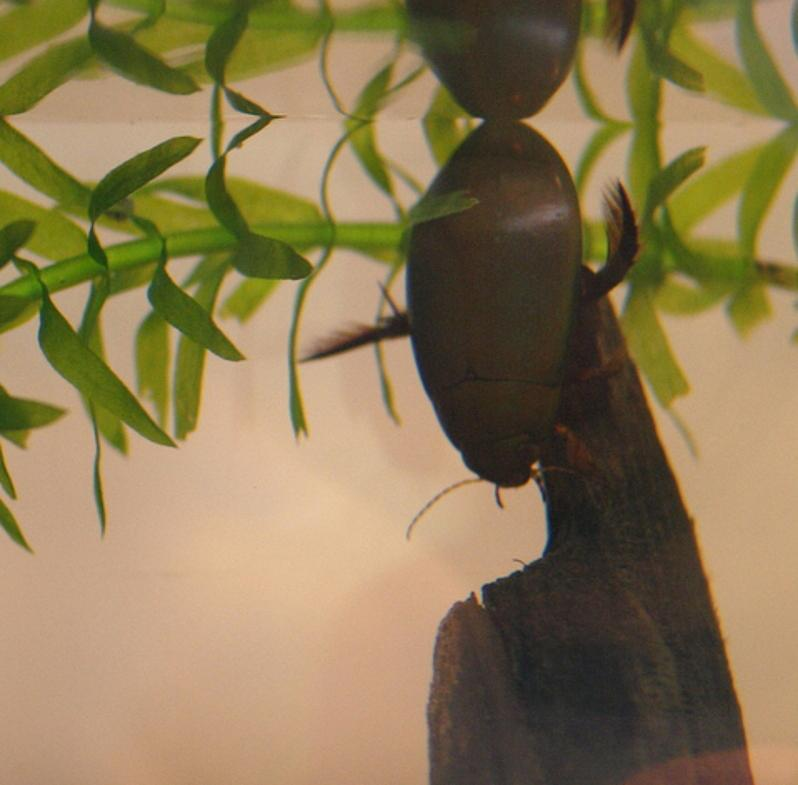
Cybister brevis

- Bembidion tsutsuii, jap. ツツイキバナガミズギワゴミムシ
- Bembidion umi, jap. ウミミズギワゴミムシ
- Callytron yuasai okinawensis, jap. オキナワシロヘリハンミョウ
- Callytron yuasai yuasai, jap. シロヘリハンミョウ
- Carabus arboreus ohminensis, jap. コクロナガオサムシ大峰山脈亜種
- Carabus tuberculosus, jap. セアカオサムシ
- Ceratoderus venustus, jap. クロオビヒゲブトオサムシ
- Chlaenius deliciolus, jap. ヒトツメアオゴミムシ
- Chlaenius sulcicollis, jap. クマガイクロアオゴミムシ
- Cicindela gemmata aino, jap. アイヌハンミョウ
- Diplocheila macromandibularis, jap. フトキバスナハラゴミムシ
- Oodes echigonus, jap. エチゴトックリゴミムシ
- Oodes vicarius, jap. オオトックリゴミムシ
- Perileptus morimotoi, jap. ウミホソチビゴミムシ
- Peronomerus auripilis, jap. イグチケブカゴミムシ
- Pogonus itoshimaensis, jap. ドウイロハマベゴミムシ
- Pogonus japonicus, jap. ハマベゴミムシ
- Scarites sulcatus, jap. オオヒョウタンゴミムシ
- Thalassoduvalius masidai kurosai, jap. ナンカイイソチビゴミムシ
- Thalassoduvalius masidai masidai, jap. イソチビゴミムシ
- Thalassoduvalius masidai pacificus, jap. イズイソチビゴミムシ
- Haliplus kotoshonis, jap. コウトウコガシラミズムシ
- Agabus affinis, jap. オクエゾクロマメゲンゴロウ
- Allopachria bimaculata, jap. フタキボシケシゲンゴロウ
- Cybister brevis, jap. クロゲンゴロウ
- Graphoderus zonatus, jap. カラフトマルガタゲンゴロウ
- Hydaticus conspersus sakishimanus, jap. リュウキュウオオイチモンジシマゲンゴロウ
- Hydrovatus acuminatus, jap. コマルケシゲンゴロウ
- Hydrovatus bonvouloiri, jap. オオマルケシゲンゴロウ
- Hydrovatus pumilus, jap. チビマルケシゲンゴロウ
- Hydrovatus seminarius, jap. アマミマルケシゲンゴロウ
- Hydrovatus subtilis, jap. マルケシゲンゴロウ
- Hydrovatus yagii, jap. ヤギマルケシゲンゴロウ
- Hyphydrus japonicus, jap. ケシゲンゴロウ
- Hyphydrus laeviventris tsugaru, jap. アラメケシゲンゴロウ
- Ilybius apicalis, jap. キベリクロヒメゲンゴロウ
- Japanolaccophilus nipponensis, jap. キボシツブゲンゴロウ
- Laccophilus kobensis, jap. コウベツブゲンゴロウ
- Laccophilus sharpi, jap. シャープツブゲンゴロウ
- Leiodytes frontalis, jap. マルチビゲンゴロウ
- Platambus fimbriatus, jap. キベリマメゲンゴロウ
- Prodaticus bowringii, jap. シマゲンゴロウ
- Dineutus australis, jap. ツマキレオオミズスマシ
- Dineutus mellyi mellyi, jap. タイワンオオミズスマシ
- Dineutus orientalis, jap. オオミズスマシ

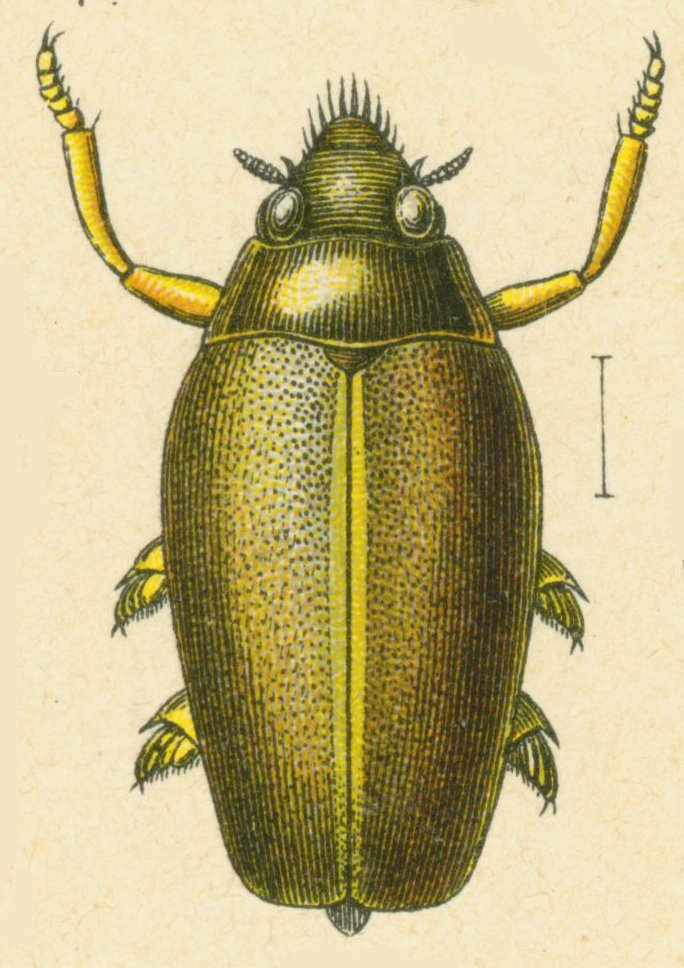
Behaarter Taumelkäfer

- Behaarter Taumelkäfer (Orectochilus villosus, jap. エゾコオナガミズスマシ)
- Hydraena iheya, jap. イヘヤダルマガムシ
- Hydraena yonaguniensis, jap. ヨナグニダルマガムシ
- Ochthebius amami, jap. アマミセスジダルマガムシ
- Hydrochus japonicus, jap. ヤマトホソガムシ
- Enochrus subsignatus, jap. マルヒラタガムシ
- Helochares nipponicus, jap. スジヒラタガムシ
- Horelophopsis hanseni, jap. クロシオガムシ
- Hydrochara libera, jap. エゾコガムシ
- Hydrophilus acuminatus, jap. ガムシ
- Hydrophilus dauricus, jap. エゾガムシ
- Laccobius inopinus, jap. ミユキシジミガムシ
- Nicrophorus japonicus, jap. ヤマトモンシデムシ
- Lucanus gamunus, jap. ミクラミヤマクワガタ
- Neolucanus insulicola insulicola, jap. ヤエヤママルバネクワガタ
- Prismognathus dauricus, jap. キンオニクワガタ
- Trox mitis, jap. マルコブスジコガネ
- Aphodius kiuchii, jap. ダイセツマグソコガネ
- Aphodius languidulus, jap. キバネマグソコガネ
- Aphodius sturmi, jap. ヒメキイロマグソコガネ
- Aphodius variabilis, jap. クロモンマグソコガネ
- Onthophagus japonicus, jap. ヤマトエンマコガネ
- Onthophagus ocellatopunctatus, jap. アラメエンマコガネ
- Osmoderma opicum, jap. オオチャイロハナムグリ
- Nipponeubria yoshitomii, jap. ヒゲナガヒラタドロムシ
- Kurosawaia yanoi, jap. ツヤヒメマルタマムシ
- Campsosternus nobuoi, jap. ノブオオオアオコメツキ
- Pyrocoelia miyako, jap. ミヤコマドボタル
- Variimorda ihai boninensis, jap. ヨツモンハナノミ小笠原亜種
- Blaps japonensis, jap. ヤマトオサムシダマシ
- Acalolepta boninensis, jap. オガサワラビロウドカミキリ
- Acalolepta degener, jap. ヒメビロウドカミキリ
- Ceresium signaticolle, jap. クロモンヒメカミキリ
- Chlorophorus boninensis, jap. オガサワラトラカミキリ
- Chlorophorus kobayashii, jap. オガサワラキイロトラカミキリ
- Merionoeda tosawai, jap. オガサワラモモブトコバネカミキリ
- Mesosa rufa, jap. オガサワラゴマフカミキリ
- Nobuosciades lanata, jap. ケズネケシカミキリ
- Plagionotus pulcher, jap. コトラカミキリ
- Psephactus scabripennis chichijimensis, jap. オガサワラコバネカミキリ父島亜種
- Psephactus scabripennis scabripennis, jap. オガサワラコバネカミキリ母島亜種
- Pterolophia kubokii, jap. ススキサビカミキリ
- Ropalopus signaticollis, jap. クロヒラタカミキリ
- Xylotrechus ogasawarensis, jap. オガサワライカリモントラカミキリ
- Chrysolina virgata, jap. オオルリハムシ
- Donacia hirtihumeralis, jap. アカガネネクイハムシ
- Donacia japana, jap. キンイロネクイハムシ
- Pyrrhalta nigromarginata, jap. クロヘリウスチャハムシ
- Ogasawarazo lineatus, jap. スジヒメカタゾウムシ
- Ogasawarazo rugosicephalus rugosicephalus, jap. ヒメカタゾウムシ父島列島亜種

## Unzureichende Datengrundlage (DD)
59 Arten:

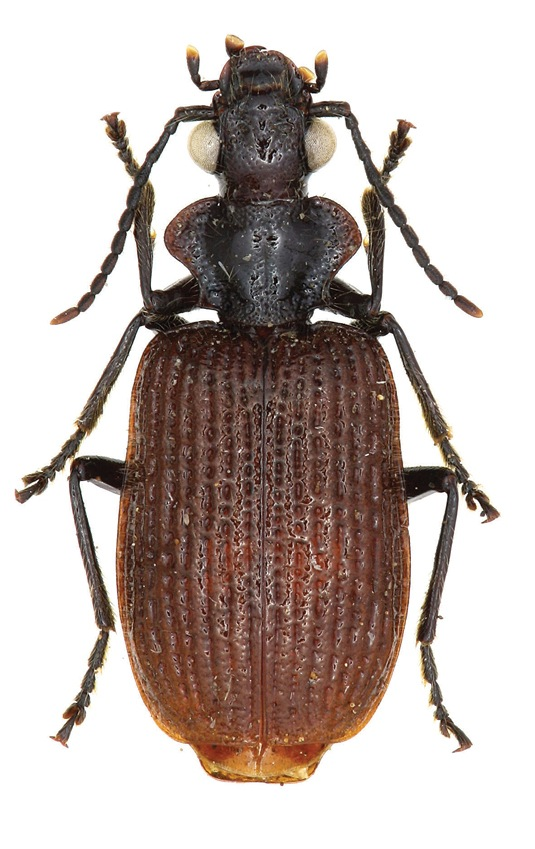
Lachnoderma asperum

- Chlaenius pericallus, jap. オオサカアオゴミムシ
- Chlaenius prostenus, jap. クビナガキベリアオゴミムシ
- Harpalomimetes orbicollis, jap. タナカツヤハネゴミムシ
- Lachnoderma asperum, jap. アリスアトキリゴミムシ
- Odacantha hagai, jap. ハガクビナガゴミムシ
- Tinoderus singularis, jap. クビナガヨツボシゴミムシ
- Haliplus japonicus, jap. クビボソコガシラミズムシ
- Notomicrus tenellus, jap. ホソコツブゲンゴロウ
- Phreatodytes haibaraensis, jap. ハイバラムカシゲンゴロウ
- Phreatodytes relictus, jap. ムカシゲンゴロウ
- Allopachria flavomaculata, jap. キボシケシゲンゴロウ
- Copelatus minutissimus, jap. チビセスジゲンゴロウ
- Dimitshydrus typhlops, jap. メクラケシゲンゴロウ
- Hydroglyphus flammulatus, jap. アンピンチビゲンゴロウ
- Hydroglyphus kifunei, jap. キオビチビゲンゴロウ
- Leiodytes miyamotoi, jap. ホソマルチビゲンゴロウ
- Morimotoa phreatica phreatica, jap. メクラゲンゴロウ
- Gyrinus niponicus, jap. ニッポンミズスマシ
- Orectochilus teranishii, jap. テラニシオナガミズスマシ
- Ochthebius danjo, jap. シオダマリセスジダルマガムシ
- Ochthebius nipponicus, jap. ニッポンセスジダルマガムシ
- Hydrochus laferi, jap. キタホソガムシ
- Hydrochara affinis, jap. コガムシ
- Pelthydrus okinawanus, jap. オキナワマルチビガムシ
- Adinopsis nippon, jap. ヤチハネカクシ
- Apharinodes papageno, jap. オオウロコアリヅカムシ
- Bledius salsus, jap. オオツノハネカクシ
- Deinopsis minor, jap. ヒメヌレチハネカクシ
- Deinopsis modesta, jap. ヌレチハネカクシ
- Gymnusa miyashitai, jap. トマムハネカクシ
- Halorhadinus aequalis, jap. クロイソハネカクシ
- Halorhadinus inaequalis, jap. ワカサイソハネカクシ
- Halorhadinus sawadai, jap. ウマヅライソハネカクシ
- Liparocephalus litoralis, jap. ホテイウミハネカクシ
- Pselaphus lewisi, jap. ルイスアリヅカムシ
- Trox kyotensis, jap. キョウトチビコブスジコガネ
- Aphodius brachysomus, jap. セマルオオマグソコガネ
- Copris tripartitus, jap. ヒメダイコクコガネ
- Mimela sakishimana, jap. サキシマチビコガネ
- Mozartius testaceus, jap. ダルママグソコガネ
- Poecilophilides rusticola, jap. アカマダラハナムグリ
- Trypoxyius dichotomus takarai, jap. オキナワカブトムシ
- Dryopomorphus amami, jap. アマミハバビロドロムシ
- Urumaelmis uenoi tokarana, jap. トカラツヤドロムシ
- Agrilus boninensis, jap. オガサワラナガタマムシ
- Agrilus suzukii, jap. シラフオガサワラナガタマムシ
- Laius asahinai, jap. イソジョウカイモドキ
- Ermischiella hahajimana, jap. ハハジマヒメハナノミ
- Derosphaerus foveolatus, jap. アラメゴミムシダマシ
- Amamiclytus nobuoi, jap. ケズネチビトラカミキリ
- Boninoleiops kitajimai, jap. キタジマモモブトカミキリ
- Obrium cantharinum shimomurai, jap. アカオニアメイロカミキリ
- Olenecamptus fukutomii, jap. オガサワラオオシロカミキリ
- Ostedes inermis densepunctata, jap. アマミハリムネモモブトカミキリ
- Parastrangalis ishigakiensis, jap. ヤエヤマクロスジホソハナカミキリ
- Rondibilis femorata, jap. シロスジトゲバカミキリ
- Donacia akiyamai, jap. セラネクイハムシ
- Baryrhynchus yaeyamensis, jap. ヤエヤマミツギリゾウムシ
- Cyphagogus iwatensis, jap. チャバネホソミツギリゾウムシ